# Duranta erecta
Duranta erecta är en verbenaväxtart som beskrevs av Carl von Linné. Duranta erecta ingår i släktet Duranta och familjen verbenaväxter. Inga underarter finns listade i Catalogue of Life.